# Amaya (Espanha)
Amaya (ou Amaia) é uma vila a noroeste da província de Burgos, comunidade autónoma de Castela e Leão, Espanha, comarca de Odra-Pisuerga.

## História
Esta vila herdou o nome de uma cidade mais antiga ao alto de uma fortaleza: Peña Amaya, um maciço de 1377 m, situada próximo da actual vila, no que terá sido o limite Sul da Cantábria à época romana. A cidade detinha uma posição estratégica como vigia e porta de acesso a quem quer que quisesse entrar em território cantábrico.

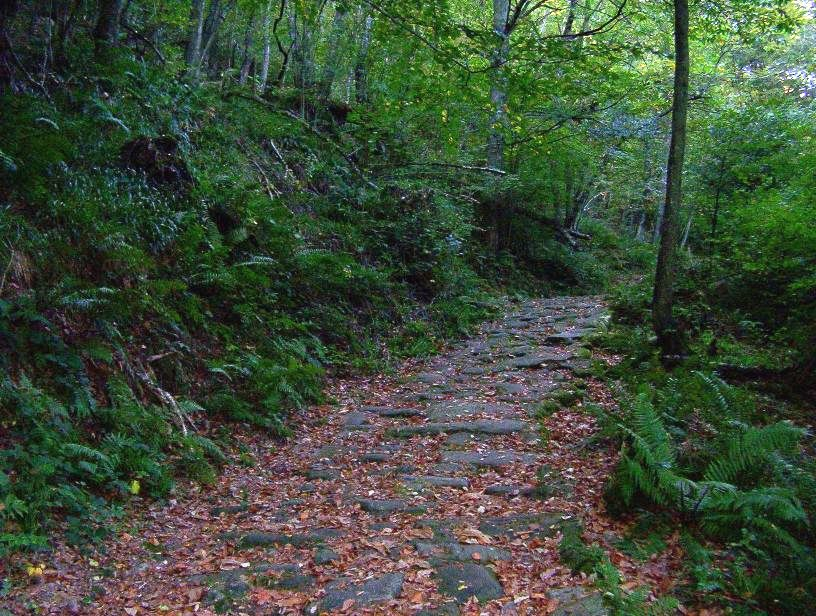
Calçada romana de Bárcena de Pie de Concha, documentada no Itinerário de Barro. Ligava a Meseta Central com o Mar Cantábrico entre Segisama Iulia (Sasamón) e Portus Blendium (Suances) e atravessava Amaya, Vellica, Legio IIII, Octaviolca, Julióbriga e Aracillum (Aradillos).

A referência mais antiga desta cidade encontra-se no Itinerário de Barro, encontrado em Astorga (Leão) e datado dos finais do século I ou princípios do século II d.C..
Na placa numerada como I do citado Itinerário assinala-se o percurso da Via Legione VII Gemina ad Portum Blendium que, partindo de Legio VII Gemina (Leão), terminava em Portus Blendium (Suances), com o seguinte percurso:
| [VIA] L(EGIONE) VII GEMINA AD PORTVM       |
| BLE(N)DIVM                                 |
| RHAMA VII MIL(L)IAS                        |
| AMAIA XVIII                                |
| VILLEGIA V                                 |
| LEGIO I[III] V                             |
| O[C]TA[V]IOLCA V                           |
| IVLIOBRIGA X                               |
| ARACILLVM V                                |
| PORTVS BLEN[DIVM]                          |
| [C(aius) LEP(idus) M(arci filius)] II. VIR |

Durante as Guerras Cantábricas, o imperador Augusto teve instalado nas proximidades de Amaia um acampamento que terá servido de base para a campanha.
A segunda referência chega-nos através da Chronica de Iohannes Biclarensis, onde nos é explicado que, no ano 574, o rei visigodo Leovigildo, atacou a Cantábria como parte de um plano para extinguir o Reino Suevo da Galiza. Ocupou Amaia — que William Culican qualifica como capital dos Cántabros — invadiu as suas quintas e devolveu a província à sua jurisdição.
Num relevo do relicário de marfim de San Millán de la Cogolla datado do século XI, surge representado Leovigildo castigando os habitantes de Amaia, com a seguinte inscrição: Ubi Leovigildus rex Cantabros afficit (onde o rei Leovigildo castigou os Cántabros).
Com a invasão muçulmana, Amaia volta a surgir na História. No ano 680, durante o reinado de Ervígio, é constituído o Ducado da Cantábria com Amaia como capital. Terá sido refúgio para muitas famílias em fuga do Sul da Península Ibérica devido à ameaça muçulmana.

### Restos actuais

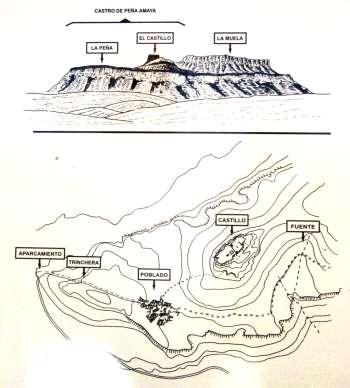
Plano arqueológico de Peña Amaya

Ainda são visíveis restos arqueológicos sobre Peña Amaya. Podem ser observados a trincheira de acesso ao castro, possivelmente de época pré-romana, bem como uma das muralhas defensivas.
Já de época posterior, as ruínas do povoado medieval, que possivelmente reaproveitou estruturas mais antigas, as muralhas que defenderam o castelo e, no topo, apenas vestígios da imponente fortaleza.